# Base Class Library
Base Class Library — стандартная библиотека классов платформы «.NET Framework». Программы, написанные на любом из языков, поддерживающих платформу .NET, могут пользоваться классами и методами BCL — создавать объекты классов, вызывать их методы, наследовать необходимые классы BCL и т. д.
Не все языки, поддерживающие платформу .NET, предоставляют или обязаны предоставлять одинаково полный доступ ко всем классам и всем возможностям BCL — это зависит от особенностей реализации конкретного компилятора и языка.
В отличие от многих других библиотек классов, например, MFC, ATL/WTL или SmartWin, библиотека BCL не является некоей «надстройкой» над функциями операционной системы или над каким-либо API. BCL является органической частью самой платформы .NET Framework, её «родным» API. Её можно рассматривать как API виртуальной машины .NET.
BCL обновляется с каждой версией .NET Framework.

## Пространства имён (Namespaces)
SystemНаиболее важное пространство имён. Включает в себя все примитивные типы языка C#: «пустой» тип Void, знаковые и беззнаковые целочисленные типы (например, Int32), типы чисел с плавающей запятой одинарной и двойной точности (Single, Double), «финансовый» тип Decimal, логический тип Boolean, символьный и строковый типы Char и String, а также, например, тип DateTime и другие. Обеспечивает также необходимым набором инструментов для работы с консолью, математическими функциями, и базовыми классами для атрибутов, исключений и массивов.
System.CodeDomОбеспечивает возможность создавать код и запускать его.
System.CollectionsОпределяет множество общих контейнеров или коллекций, используемых в программировании — такие как список, очередь, стек, хеш-таблица и некоторые другие. Также включена поддержка обобщений (Generics).
System.ComponentModelОбеспечивает возможность реализовывать поведение компонентов в режимах run-time и design-time. Содержит инфраструктуру «для реализации атрибутов и преобразования типов, связывания с источниками данных и лицензированными компонентами».
System.ConfigurationСодержит компоненты для управления конфигурационными данными.
System.DataЭто пространство имён представляет архитектуру ADO.NET, являющуюся набором программных компонентов, которые могут быть использованы для доступа к данным и для обслуживания данных.
System.DeploymentПозволяет настроить способ обновления приложения с использованием технологии ClickOnce.
System.DiagnosticsПредоставляет возможность диагностировать разрабатываемое приложение. Включает журнал событий, счётчики производительности, трассировку и взаимодействие с системными процессами.
System.DirectoryServicesОбеспечивает лёгкий доступ к Active Directory из управляемого кода.
System.DrawingПредоставляет доступ к GDI+, включая поддержку для 2D растровой и векторной графики, изображений, печати и работы с текстом.
System.GlobalizationПредоставляет помощь для написания интернационализированных приложений. Может быть определена информация, связанная с культурой, включая язык, страну/регион, календарь, шаблоны формата даты, валюты и цифр.
System.IOПозволяет осуществлять считывание и запись в различные потоки, такие как файлы и другие потоки данных. Также обеспечивает взаимодействие с файловой системой.
System.ManagementПредоставляет средства для запроса информации, такой как количество свободного места на диске, информация о процессоре, к какой базе данных подключено определённое приложение, и многое другое.
System.MediaПозволяет проигрывать системные звуки и файлы в формате .wav.
System.MessagingПозволяет отображать и управлять очередью сообщений в сети, а также отсылать, принимать и просматривать сообщения. Другое имя для некоторых предоставленных функциональностей — .Net Remoting. Это пространство имён заменено Windows Communication Foundation.
System.NetПредоставляет интерфейс для многих протоколов, используемых в сетях в настоящее время, таких как HTTP, FTP, и SMTP. Безопасность общения поддерживается протоколами наподобие SSL.
System.LinqОпределяет интерфейс IQueryable<T> и связанные с ним методы, которые позволяют подключать провайдеры LINQ.
System.Linq.ExpressionsПозволяет делегатам и лямбда-выражениям быть представленными как деревья выражений, так, что высокоуровневый код может быть просмотрен и обработан во время его выполнения.
System.ReflectionОбеспечивает объектное представление типов, методов и свойств(полей). Предоставляет возможность динамически создавать и вызывать типы. Открывает API для доступа к возможностям рефлексивного программирования в CLR.
System.ResourcesПозволяет управлять различными ресурсами в приложении, используемых, в частности, для интернационализации приложения на разных языках.
System.RuntimeПозволяет управлять поведением приложения или CLR в режиме Run-time. Некоторые из включённых возможностей взаимодействуют с COM, сериализированными объектами внутри двоичного файла или SOAP.
System.SecurityПредоставляет функциональности внутренней системы безопасности CLR. Это пространство имён позволяет разрабатывать модули безопасности для приложений, базирующиеся на политиках и разрешениях. Обеспечивает доступ к средствам криптографии.
System.ServiceProcessПозволяет создавать приложения, запускаемые как сервисы в системе Windows.
System.TextПоддерживает различные кодировки, регулярные выражения, и другие полезные механизмы для работы со строками(класс StringBuilder).
System.ThreadingОблегчает мультипотоковое программирование.
System.TimersПозволяет вызвать событие через определённый интервал времени.
System.TransactionsОбеспечивает поддержку локальных и распределённых транзакций.

### Другие возможности .NET framework
- Windows Presentation Foundation
- Windows Communication Foundation
- Windows Workflow Foundation
- Windows CardSpace